# Taina Impiö
Taina Marjatta Impiö (* 10. April 1956 in Ranua) ist eine ehemalige finnische Skilangläuferin.
Impiö, die für den Ranuan Peura startete, hatte ihren ersten internationalen Erfolg bei den Junioreneuropameisterschaften 1974 in Autrans. Dort gewann sie die Bronzemedaille über 15 km. Im folgenden Jahr holte sie bei den Junioreneuropameisterschaften in Lieto die Goldmedaille mit der Staffel. Bei ihrer einzigen Olympiateilnahme im Februar 1976 in Innsbruck errang sie den 19. Platz über 5 km. Bei den Nordischen Skiweltmeisterschaften 1978 in Lahti wurde sie Weltmeisterin mit der Staffel. In den Einzelrennen dort kam sie auf den 13. Platz über 20 km, auf den neunten Rang über 5 km und auf den fünften Platz über 10 km.